# Favorino
Favorino de Arelate (c. 80 — c. 160 d.C.) foi um sofista romano intersexo e filósofo cético acadêmico que viveu durante o reinado de Adriano e da Segunda Sofística.

## Primeiros anos
Ele era de ascendência gaulesa, nascido em Arelate (Arles). Recebeu uma educação requintada, primeiro na Gália Narbonense e depois em Roma, e desde muito jovem iniciou as suas viagens pela Grécia, Itália e Oriente.

## Carreira
Favorino possuía amplo conhecimento, combinado com grandes poderes oratórios, que o elevaram à eminência tanto em Atenas quanto em Roma. Ele viveu em relações estreitas com Plutarco, com Herodes Ático, a quem legou sua biblioteca em Roma, com Demétrio, o Cínico, Cornélio Fronto, Aulo Gélio e com o imperador Adriano. Seu grande rival era Pólemo de Esmirna, a quem atacou vigorosamente em seus últimos anos. Ele era fluente no idioma grego.
Depois de ser silenciado por Adriano em uma discussão na qual o sofista poderia facilmente ter refutado seu adversário, Favorino posteriormente explicou que era tolice criticar a lógica do mestre de trinta legiões. Quando os atenienses, fingindo compartilhar o descontentamento do imperador com o sofista, derrubaram uma estátua que haviam erguido para ele, Favorino observou que, se apenas Sócrates também tivesse uma estátua em Atenas, ele poderia ter sido poupado da cicuta.
Adriano baniu Favorino em algum momento dos anos 130, para a ilha de Quios. Reabilitado com a ascensão de Antonino Pio em 138, Favorino voltou a Roma, onde retomou suas atividades como autor e professor de alunos da classe alta. Entre seus alunos estavam Alexandre Peloplaton, que mais tarde ensinaria e serviria a Marco Aurélio, e Herodes Ático, que também ensinou Marco Aurélio e a quem Favorino legou sua biblioteca. Seu ano de morte é desconhecido, mas ele parece ter sobrevivido até os 80 anos e morreu talvez por volta de 160 d.C.
Hofeneder (2006) sugere que Favorinus é idêntico ao "filósofo céltico", explicando a imagem de Ogmios em Luciano. (Eugenio Amato havia sugerido essa identificação antes em "Luciano e l'anonimo filosofo celta di Hercules 4: proposta di identificazione", Symbolae Osloenses 79 (2004), 128–149).
O Eunuco, de Luciano, foi provavelmente inspirado em Favorino.

## Obras
Das numerosas obras de Favorino, sobraram apenas alguns fragmentos, preservados por Aulo Gélio, Diógenes Laércio, Filóstrato, Galeno, além de no Suda, Pantodape Historia (história diversa) e Apomnemoneumata (memórias, coisas lembradas). Como filósofo, Favorino considerava-se um cético acadêmico; seu trabalho mais importante nesta conexão parece ter sido os Tropos Pirrônicos em dez livros, nos quais ele se esforça para mostrar que os dez modos pirrônicos de Enesidemo foram úteis para aqueles que pretendiam exercer nos tribunais de justiça.
Galeno dedicou-se a uma polêmica contra Favorino em De optima doctrina, opondo-se à tese de Favorino de que a melhor instrução consiste no argumento em que se fala, em cada questão particular, em favor de lados opostos. O tratado de Galeno diz que Favorino escreveu a obra Sobre a Disposição Acadêmica também chamada de "Plutarco" e uma obra contra Epiteto chamada Contra Epicteto encenando um dos escravos de Plutarco, Onésimo, argumentando com Epiteto. Favorino escreveu Sobre a fantasia cataléptica, no qual se diz ter negado a possibilidade de catalepsia, a noção-chave da epistemologia estóica.
Um dos discursos de Favorino contém o exemplo mais antigo de psicomaquia, sugerindo que ele pode ter inventado a técnica alegórica, que o poeta latino Prudêncio aplicou com tanto sucesso à alma cristã que resistia a vários tipos de tentação.

## Vida pessoal
Favorino é descrito como um eunuco (εὐνοῦχος) de nascimento. Polémon de Laodicéia, escritor de um tratado sobre fisionomia, descreveu Favorino como "um eunuco nascido sem testículos", sem barba e com uma voz aguda e fina, enquanto Filóstrato o descreveu como um hermafrodita. Mason e outros descrevem Favorino como tendo uma característica intersexo. Retief e Cilliers sugerem que as descrições disponíveis são consistentes com a síndrome de Reifenstein (síndrome de insensibilidade a andrógenos).
Favorino possuía um escravo indiano chamado Autolekythos.